# Podosfairikos Athlītikos Syllogos Alikarnassou Īrodotos 2022-2023
Questa voce raccoglie le informazioni riguardanti il Podosfairikos Athlītikos Syllogos Alikarnassou Īrodotos nelle competizioni ufficiali della stagione 2022-2023.

## Stagione
Dopo la salvezza ottenuta all'ultima giornata nella stagione precedente, il 4 giugno 2022 la società decide di cambiare allenatore, esonerando Vasilīs Vouzas e sostituendolo con Stathīs Stathopoulos. Dopo questo avvenimento iniziano i trasferimenti estivi, che vedono un ampio ricambio di giocatori che porta in squadra ben 16 nuovi giocatori per far fronte a 11 cessioni e il rinnovo di altri contratti, mentre il 28 giugno 2022 viene annunciato l'arrivo del nuovo direttore sportivo Stelios Vradelis. Poche settimane dopo l'annuncio dell'inizio della preparazione in Austria da agosto, e quello della prima fase di allenamenti in Attica, la dirigenza annuncia un accordo per la trasmissione delle amichevoli pre-campionato con l'azienda di streaming a pagamento InStat TV.
Nelle prime tre giornate, alla guida della squadra si succedono Alkīviadīs Plousīs e Vangelīs Mile, con il quale il primo torna a ricoprire il ruolo di allenatore in seconda. Dopo 18 partite, la squadra totalizza solo 4 punti, che il 30 marzo 2023 a seguito della scadenza non rispettata per sanare debiti con ex calciatori, scendono a -11 in data l'ufficializzazione della penalizzazione di 15 prevista dalla federazione e facendola scivolare all'ultima posizione in classifica.
Il giorno seguente, il 31 marzo 2023, il nuovo allenatore Ilias Fyntanīs si dimette, probabilmente a causa della difficile situazione societaria, e viene seguito dal vice-allenatore Alkiviadīs Plousīs. Il 1º aprile viene annunciato come nuovo tecnico il cipriota Dīmītrīs Dīmītriou, al suo primo compito in Grecia, e segue la trasferta della sua nuova squadra contro l'Apollon Smyrnis del giorno successivo per poi partire con la squadra per il ritorno a Creta.
Il 6 aprile 2023, a causa del l'inadempimento di debiti verso ex calciatori entro la mezzanotte del giorno stesso, la squadra viene esclusa dal campionato e dal calcio professionistico, perdendo le rimanenti 12 partite a tavolino. Inoltre, la società ricevette una multa di 100.000 euro.

## Maglie e sponsor
I fornitori tecnici per la stagione 2022-2023 sono Play Sports per la prima maglia e Admiral per la seconda maglia. Lo sponsor ufficiale è Zaro's.
| Casa | Trasferta |

## Organigramma societario
Area direttiva
- Presidente: Katerina Tsantīrakīs-Dermitsakīs
- Vice Presidente: Geōrgios Kargiotakīs
- Amministratore delegato: Panagiōtīs Tsiribīs
- Direttore generale: Stelios Sōkianos
- Presidente amatoriale: Manōlīs Līmnaios
- Presidente settore giovanile: Vasilīs Chōraitīs

Area sportiva
- Direttore sportivo: Stelios Vradelis
- Direttore tecnico: Giannīs Chatzisevastos

Area comunicazione
- Ufficio stampa: Chrisa Zervou
- Ufficio stampa: Nikolakos Vyki
- Pubbliche relazioni: Elena Kountourakīs

Area tecnica
- Allenatore: Dīmītrīs Dīmītriou
- Vice allenatore: Carica vacante
- Preparatore portieri: Vangelīs Karentzīs
- Preparatore portieri: Anastasīs Christakīs
- Match analyst: Michalīs Misargopoulos

Area medica
- Responsabile settore medico: Geōrgios Arvanitīs
- Fisioterapista: Vangelīs Gizas
- Fisioterapista: Panagiōtīs Raptakīs
- Fisioterapista: Vangelīs Drosotakīs
- Nutrizionista: Michalīs Tatarīs

## Rosa
| N. |                    | Ruolo | Calciatore                      |
| -- | ------------------ | ----- | ------------------------------- |
| 1  | Grecia (bandiera)  | P     | Manōlīs Ikonomakīs              |
| 1  | Serbia (bandiera)  | P     | Danilo Golović                  |
| 2  | Grecia (bandiera)  | D     | Orestīs Grigoropoulos           |
| 4  | Grecia (bandiera)  | D     | Kōnstantinos Kyriakidīs         |
| 4  | Grecia (bandiera)  | D     | Athanasios Pitsolīs             |
| 5  | Grecia (bandiera)  | D     | Lefterīs Rokakīs                |
| 6  | Grecia (bandiera)  | C     | Geōrgios Sournakīs              |
| 6  | Serbia (bandiera)  | C     | Andrija Fratrović               |
| 7  | Grecia (bandiera)  | C     | Nikolaos Vrettos                |
| 7  | Grecia (bandiera)  | C     | Petros Bakoutsīs                |
| 8  | Brasile (bandiera) | C     | Heron Branco Machado (capitano) |
| 9  | Serbia (bandiera)  | A     | Luka Marković                   |
| 10 | Grecia (bandiera)  | A     | Minas Chalkiadakīs              |
| 11 | Grecia (bandiera)  | A     | Renato Gjini                    |
| 11 | Albania (bandiera) | C     | Alban Hidri                     |
| 12 | Grecia (bandiera)  | C     | Antōnīs Alexakīs                |
| 14 | Grecia (bandiera)  | C     | Grīgorīs Ziogas                 |
| 16 | Brasile (bandiera) | D     | Hélio Júnior                    |
| 18 | Perù (bandiera)    | C     | Stefano Fernández               |
| 19 | Grecia (bandiera)  | A     | Michaīl Fragkos                 |

| N. |                           | Ruolo | Calciatore                      |
| -- | ------------------------- | ----- | ------------------------------- |
| 20 | Grecia (bandiera)         | C     | Chrīstos Retsos                 |
| 20 | Serbia (bandiera)         | C     | Stefan Levićanin                |
| 21 | Grecia (bandiera)         | D     | Panagiotis Klados               |
| 22 | Grecia (bandiera)         | C     | Nikolaos Chalkiadakīs           |
| 23 | Grecia (bandiera)         | D     | Geōrgios Kargiotakīs            |
| 28 | Costa d'Avorio (bandiera) | D     | Ibrahim Doumbia                 |
| 29 | Slovenia (bandiera)       | D     | Drilon Kryeziu                  |
| 30 | Grecia (bandiera)         | A     | Kōnstantinos Galeadīs           |
| 33 | Grecia (bandiera)         | D     | Giannīs Theodorakīs             |
| 56 | Grecia (bandiera)         | D     | Geōrgios Makrydakīs             |
| 77 | Grecia (bandiera)         | C     | Giannīs Koutantos               |
| 77 | Grecia (bandiera)         | C     | Vasilios Dotīs                  |
| 80 | Grecia (bandiera)         | C     | Alexandros Junghagen Pliatsikas |
| 89 | Grecia (bandiera)         | D     | Geōrgios Sarrīs                 |
| 98 | Italia (bandiera)         | P     | Luca Crosta                     |
| 99 | Grecia (bandiera)         | A     | Panagiōtīs Chaikalīs            |
|    | Grecia (bandiera)         | P     | Kleomenis Theologīs             |
|    | Cipro (bandiera)          | P     | Neofytos Stylianou              |
|    | Paesi Bassi (bandiera)    | A     | Ralph Kerrebijn                 |
|    | Grecia (bandiera)         | A     | Leuterīs Matsoukas              |

## Risultati

### Souper Ligka Ellada 2

#### Girone di andata
| Kalamata 6 novembre 2022 1ª giornata                  | Kalamata  | 2 – 0 | Irodotos | Stadio municipale di Kalamata |
| \| \| \| \| \| Pasas 19’ Rovas 59’ \| Marcatori \| \| |           |       |          |                               |
|                                                       |           |       |          |                               |
| Pasas 19’ Rovas 59’                                   | Marcatori |       |          |                               |

| Episkopi 13 novembre 2022 2ª giornata          | Irodotos  | 0 – 1        | Apollōn Smyrnīs | DAK Gallou |
| \| \| \| \| \| \| Marcatori \| 19’ Mōraïtīs \| |           |              |                 |            |
|                                                |           |              |                 |            |
|                                                | Marcatori | 19’ Mōraïtīs |                 |            |

| Ilioupoli 20 novembre 2022 3ª giornata                                  | Īlioupolī | 3 – 0 | Irodotos | Stadio municipale di Ilioupoli |
| \| \| \| \| \| Vasiliou 39’ Bastakos 46’ Polimos 58’ \| Marcatori \| \| |           |       |          |                                |
|                                                                         |           |       |          |                                |
| Vasiliou 39’ Bastakos 46’ Polimos 58’                                   | Marcatori |       |          |                                |

| Nea Alikarnassos 27 novembre 2022 4ª giornata   | Irodotos  | 0 – 1         | Egaleo | Stadio Giannīs Skourellos |
| \| \| \| \| \| \| Marcatori \| 6’ Tsiligiris \| |           |               |        |                           |
|                                                 |           |               |        |                           |
|                                                 | Marcatori | 6’ Tsiligiris |        |                           |

| Kaisarianī 2 dicembre 2022 5ª giornata                                      | Rouf      | 1 – 2                         | Irodotos | Stadio municipale di Kaisarianī |
| \| \| \| \| \| Tsiavos 50’ \| Marcatori \| 51’ Makrydakis 55’ Kyriakidis \| |           |                               |          |                                 |
|                                                                             |           |                               |          |                                 |
| Tsiavos 50’                                                                 | Marcatori | 51’ Makrydakis 55’ Kyriakidis |          |                                 |

| Nea Alikarnassos 10 dicembre 2022 6ª giornata                             | Irodotos  | 1 – 2                         | Athens Kallithea | Stadio Giannīs Skourellos |
| \| \| \| \| \| Hélio 45’ \| Marcatori \| 52’ (Aut) Sarris 61’ Loukinas \| |           |                               |                  |                           |
|                                                                           |           |                               |                  |                           |
| Hélio 45’                                                                 | Marcatori | 52’ (Aut) Sarris 61’ Loukinas |                  |                           |

| Nikaia (Attica) 18 dicembre 2022 7ª giornata    | Proodeftikī | 1 – 0 | Irodotos | Stadio municipale di Nikaia |
| \| \| \| \| \| Efthymiou 45’ \| Marcatori \| \| |             |       |          |                             |
|                                                 |             |       |          |                             |
| Efthymiou 45’                                   | Marcatori   |       |          |                             |

| Nea Alikarnassos 22 dicembre 2022 8ª giornata | Irodotos  | 0 – 1    | OF Ierapetra | Stadio Giannīs Skourellos |
| \| \| \| \| \| \| Marcatori \| 9’ Vouho \|    |           |          |              |                           |
|                                               |           |          |              |                           |
|                                               | Marcatori | 9’ Vouho |              |                           |

| Kifisià 4 gennaio 2023 9ª giornata | Kīfisias | 3 – 0 (tav.) | Irodotos | Stadio municipale di Kifisià |

| Nea Alikarnassos 29 marzo 2023 10ª giornata                                   | Irodotos  | 0 – 4                                       | AEK Atene B | Stadio Giannīs Skourellos |
| \| \| \| \| \| \| Marcatori \| 16’ Botos 20’, 76’ Christopoulos 59’ Parras \| |           |                                             |             |                           |
|                                                                               |           |                                             |             |                           |
|                                                                               | Marcatori | 16’ Botos 20’, 76’ Christopoulos 59’ Parras |             |                           |

| Agios Ioannis Rentis 24 gennaio 2023 12ª giornata                             | Olympiacos B | 4 – 0 | Irodotos | Centro sportivo di Rentis |
| \| \| \| \| \| Vlachomitros 24’, 29’ Bah 55’ Keramidas 71’ \| Marcatori \| \| |              |       |          |                           |
|                                                                               |              |       |          |                           |
| Vlachomitros 24’, 29’ Bah 55’ Keramidas 71’                                   | Marcatori    |       |          |                           |

| Nea Alikarnassos 29 gennaio 2023 13ª giornata                  | Irodotos  | 0 – 2                        | Panachaïkī | Stadio Giannīs Skourellos |
| \| \| \| \| \| \| Marcatori \| 38’ Linardos 84’ Alexopoulos \| |           |                              |            |                           |
|                                                                |           |                              |            |                           |
|                                                                | Marcatori | 38’ Linardos 84’ Alexopoulos |            |                           |

| La Canea 12 marzo 2023 14ª giornata | PAE Chania | 0 – 0 | Irodotos | Stadio municipale di Perivolia |

| Nea Alikarnassos 19 marzo 2023 15ª giornata    | Irodotos  | 0 – 1        | Episkopī | Stadio Giannīs Skourellos |
| \| \| \| \| \| \| Marcatori \| 85’ Koutsias \| |           |              |          |                           |
|                                                |           |              |          |                           |
|                                                | Marcatori | 85’ Koutsias |          |                           |

#### Girone di ritorno
| Nea Alikarnassos 26 marzo 2023 16ª giornata                           | Irodotos  | 1 – 2          | Kalamata | Stadio Giannīs Skourellos |
| \| \| \| \| \| Levicanin 49’ (rig.) \| Marcatori \| 22’, 84’ Rovas \| |           |                |          |                           |
|                                                                       |           |                |          |                           |
| Levicanin 49’ (rig.)                                                  | Marcatori | 22’, 84’ Rovas |          |                           |

| Atene 2 aprile 2023 17ª giornata                                                                                         | Apollōn Smyrnīs | 5 – 2                         | Irodotos | Stadio Georgios Kamaras |
| \| \| \| \| \| Mōraïtīs 25’, 45’, 90+1’ Korovesīs 54’ Halimi 73’ (rig.) \| Marcatori \| 51’ Theodorakīs 67’ Kerrebijn \| |                 |                               |          |                         |
| |                 |                               |          |                         |
| Mōraïtīs 25’, 45’, 90+1’ Korovesīs 54’ Halimi 73’ (rig.)                                                                 | Marcatori       | 51’ Theodorakīs 67’ Kerrebijn |          |                         |

| Nea Alikarnassos 5 aprile 2023 18ª giornata            | Irodotos  | 0 – 2                | Īlioupolī | Stadio Giannīs Skourellos |
| \| \| \| \| \| \| Marcatori \| 54’, 75’ Dīmītriadīs \| |           |                      |           |                           |
|                                                        |           |                      |           |                           |
|                                                        | Marcatori | 54’, 75’ Dīmītriadīs |           |                           |

| 19ª giornata | Egaleo | 3 – 0 (tav.) | Irodotos |  |

| Nea Alikarnassos 20ª giornata | Irodotos | 0 – 3 (tav.) | Rouf | Stadio Giannīs Skourellos |

| 21ª giornata | Kallithea | 3 – 0 (tav.) | Irodotos |  |

| Nea Alikarnassos 22ª giornata | Irodotos | 0 – 3 (tav.) | Proodeftikī | Stadio Giannīs Skourellos |

| 23ª giornata | OF Ierapetra | 3 – 0 (tav.) | Irodotos |  |

| Nea Alikarnassos 24ª giornata | Irodotos | 0 – 3 (tav.) | Kīfisias | Stadio Giannīs Skourellos |

| 25ª giornata | AEK Atene B | 3 – 0 (tav.) | Irodotos |  |

| Nea Alikarnassos 27ª giornata | Irodotos | 0 – 3 (tav.) | Olympiacos B | Stadio Giannīs Skourellos |

| 28ª giornata | Panachaïkī | 3 – 0 (tav.) | Irodotos |  |

| Nea Alikarnassos 29ª giornata | Irodotos | 0 – 3 (tav.) | PAE Chania | Stadio Giannīs Skourellos |

| 30ª giornata | Episkopī | 3 – 0 (tav.) | Irodotos |  |

### Andamento in campionato
| Giornata  | 1  | 2  | 3  | 4  | 5  | 6  | 7  | 8  | 9  | 10 | 11 | 12 | 13 | 14 | 15 | 16 | 17 | 18 | 19 | 20 | 21 | 22 | 23 | 24 | 25 | 26 | 27 | 28 | 29 | 30 |
| --------- | -- | -- | -- | -- | -- | -- | -- | -- | -- | -- | -- | -- | -- | -- | -- | -- | -- | -- | -- | -- | -- | -- | -- | -- | -- | -- | -- | -- | -- | -- |
| Luogo     | T  | C  | T  | C  | T  | C  | T  | C  | T  | C  | -  | T  | C  | T  | C  | C  | T  | C  | T  | C  | T  | C  | T  | C  | T  | -  | C  | T  | C  | T  |
| Risultato | P  | P  | P  | P  | V  | P  | P  | P  | P  | P  | -  | P  | P  | N  | P  | P  | P  | P  | P  | P  | P  | P  | P  | P  | P  | -  | P  | P  | P  | P  |
| Posizione | 15 | 15 | 15 | 15 | 12 | 13 | 13 | 13 | 13 | 13 | 13 | 14 | 14 | 14 | 14 | 15 | 15 | 15 | 15 | 15 | 15 | 15 | 15 | 15 | 15 | 15 | 15 | 15 | 15 | 15 |

Legenda:

Luogo: C = Casa; T = Trasferta. Risultato: V = Vittoria; N = Pareggio; P = Sconfitta.